# Liliana Góngora
Liliana Góngora, född 24 november 1965, är en argentinsk friidrottare. Hon deltog vid olympiska sommarspelen 1984.